# Mantispa lurida
Mantispa lurida is een insect uit de familie van de Mantispidae, die tot de orde netvleugeligen (Neuroptera) behoort. 
Mantispa lurida is voor het eerst wetenschappelijk beschreven door Walker in 1860.